# Joventut (pel·lícula)
Joventut (títol original Youth) és una pel·lícula de coproducció italiana, francesa, britànica i suïssa, de comèdia dramàtica del 2015 escrita i dirigida per Paolo Sorrentino. És la segona pel·lícula en anglès del director i és protagonitzada per Michael Caine i Harvey Keitel com a millors amics que reflexionen sobre les seves vides mentre passen de vacances als Alps suïssos. És una història de l'eterna lluita entre l'edat i la joventut, el passat i el futur, la vida i la mort, el compromís i la traïció. El repartiment també inclou Rachel Weisz, Paul Dano i Jane Fonda. Ha estat doblada al català.
La pel·lícula es va estrenar al 68è Festival Internacional de Cinema de Canes, on va competir per la Palma d'Or i va tenir una resposta crítica positiva. Als 28ns Premis del Cinema Europeu, Youth va guanyar el Millor Pel·lícula, Millor Director per Sorrentino i Millor Actor per Caine. Va rebre una nominació als Premis Oscar: Millor Cançó Original, per la composició de David Lang de "Simple Song Number 3". Als Globus d'Or, Lang també va ser nominat juntament amb Jane Fonda al Millor actriu secundària.

## Argument
Els millors amics septuagenaris Fred Ballinger i Mick Boyle estan de vacances als Alps suïssos, allotjant-se a un balneari/resort de luxe a Flims. Fred és un compositor retirat de música clàssica; a l'hotel, un emissari de la reina Elisabet II s'acosta a ell, que li confereix el títol de cavaller i li demana que interpreti la seva popular peça "Simple Song #3" a l’aniversari del prínceo Felip d'Edimburg. Fred rebutja l'oferta, al·legant que no està interessat a actuar més, tot i que encara compon peces al seu cap quan està sol. Mick és director de cinema, i treballa amb un grup d'escriptors per desenvolupar el guió de la seva darrera pel·lícula, que ell anomena el seu "testament". També amb ells hi ha l'actor Jimmy Tree, que està investigant per a un proper paper i frustrat perquè només se'l recordi pel seu paper de robot. L'hotel està habitat per altres individus peculiars, com ara una massatgista jove, un Diego Maradona amb sobrepès i Miss Univers.
Fred i Mick reflexionen sobre les seves vides, admetent que els seus records s'esvaeixen i que veuen poc en el seu futur. La filla i ajudant de Fred, Lena, està casada amb el fill de Mick, però aquest la deixa per l'estrella del pop Paloma Faith. La Lena s'allotja al complex i desafoga la seva ira contra el seu pare, que sempre va ser distant mentre creixia. L'emissari torna, i la Lena plora mentre en Fred explica que no interpretarà "Simple Song #3" perquè la part de soprano només pertany a la seva dona i ja no pot cantar.
Mick completa el seu guió i n'està satisfet. El paper principal està escrit per a la diva envellida Brenda Morel, que ha protagonitzat onze de les seves pel·lícules anteriors. Brenda sorprèn en Mick arribant al complex i dient-li que està fent un paper de televisió; El cinema és el passat, diu, i en Mick fa anys que no fa una bona pel·lícula. Desanimat, en Mick se suïcida saltant des d'un balcó davant d'en Fred. Fred decideix visitar la seva dona per primera vegada en anys. És senil i viu en una casa de cura a Venècia. Després torna al Regne Unit per dirigir "Simple Song #3" davant la reina i el príncep.
Al llarg de la pel·lícula hi ha seqüències surrealistes intercalades, que inclouen un monjo levitant, un vídeo musical imaginari de Paloma Faith, Jimmy vestit com Adolf Hitler, Fred liderant un camp d’esquellots i Mick imaginant totes les seves dames principals al cim d'una muntanya (incloent-hi Brenda, en el seu nou paper de televisió poc glamurós).

## Repartiment
- Michael Caine com a Fred Ballinger
- Harvey Keitel com a Mick Boyle
- Rachel Weisz com a Lena Ballinger
- Paul Dano com Jimmy Tree
- Jane Fonda com a Brenda Morel
- Roly Serrano com a Diego Armando Maradona
- Alex Macqueen com a emissari de la reina
- Ian Keir Attard com a ajudant emissari de Queen
- Luna Mijović com a jove massatgista
- Robert Seethaler com a Luca Moroder
- Tom Lipinski com a guionista enamorat
- Chloe Pirrie com a guionista de Girl
- Alex Beckett com a guionista intel·lectual
- Nate Dern com a guionista divertit
- Mark Gessner com a guionista tímid
- Ed Stoppard com a Julian Boyle
- Paloma Faith com ella mateixa
- Mark Kozelek com ell mateix
- Mădălina Diana Ghenea com a Miss Univers Joyce Owens
- Sumi Jo com ella mateixa
- Viktoria Mullova com ella mateixa

## Producció
Youth és la segona pel·lícula en anglès de Sorrentino i la continuació de la seva pel·lícula guanyadora de l'Oscar La grande bellezza (2013).
. La fotografia principal va començar a Flims, Suïssa, el maig de 2014. La ubicació principal era el Waldhaus Flims, un hotel de 5 estrelles construït al segle XIX, on el repartiment i la tripulació es van quedar durant el rodatge. Altres escenes es van filmar a Davos, Suïssa, especialment a l'Hotel Schatzalp (la ubicació de La muntanya màgica de Thomas Mann). També es va fer algunes rodatges a Roma i Venècia.
El director de fotografia habitual de Sorrentino, Luca Bigazzi, va tornar per fotografiar la pel·lícula. David Lang va contribuir en la composició de la música de la pel·lícula, inclosa la peça "Simple Song #3" que s'interpreta de manera fictícia per a la reina Isabel al final. L'escena va ser rodada amb la soprano Sumi Jo, la violinista Viktoria Mullova, la BBC Concert Orchestra i el Rundfunkchor Berlin.
Michael Caine va ser entrenat per al paper de director pel compositor i director italià Dimitri Scarlato.

## Estrena
Youth es va estrenar al Festival de Cannes 2015, on va competir per la Palma d'Or,i es va estrenar simultàniament a Itàlia. La pel·lícula també va ser seleccionada per a la secció de Presentacions Especials del Festival Internacional de Cinema de Toronto de 2015.Fox Searchlight va distribuir la pel·lícula als Estats Units el 4 de desembre de 2015 en una estrena limitada. Va ser llançat al Regne Unit el 29 de gener de 2016 per StudioCanal. Al final del seu recorregut en sales,Youth havia recaptat $24,035,045 dòlars arreu del món.

### Recepció crítica
Joventut va rebre crítiques positives. El lloc web de l'agregador de ressenyes Rotten Tomatoes dóna a la pel·lícula una puntuació d'aprovació del 72% basada en 212 ressenyes, amb una mitjana de 7 sobre 10. El consens del lloc diu: "Magníficament filmada i bellament interpretada, Youth ofereix una oportunitat atractiva, encara que defectuosa, de presenciar una impressionant sèrie de veterans experimentats que combinen el seu poder cinematogràfic." A Metacritic, la pel·lícula ha rebut una puntuació de mitjana ponderada de 64 de 100 basats en 41 crítics, que indica "crítiques generalment favorables".
Kenneth Turan del Los Angeles Times va escriure: "Joventut és una pel·lícula que segueix el seu propi camí. Quixotesca, idiosincràtica, commovedora sense esforç, és tant un assaig cinematogràfic com qualsevol altra cosa, una meditació sobre les meravelles i complicacions de la vida, un examen del que dura, del que importa a les persones sense importar la seva edat." Todd McCarthy de The Hollywood Reporter va anomenar la pel·lícula "una festa voluptuària, una immersió corporal completa en els plaers sensorials del cinema", i va elogiar les actuacions de Caine i Keitel. Jay Weissberg de Variety la va descriure com la "pel·lícula més tendra de Sorrentino fins ara, una contemplació emocionalment rica de la saviesa de la vida guanyada, perduda i recordada". En crítiques més contradictòries, Robbie Collin de The Telegraph va descriure la pel·lícula com a "magnífica però freda" i va dir que "mai capta el seu tema central",mentre que Peter Bradshaw de The Guardian va dir que "té una eloqüència i una elegància dèbil, tot i que carregat de sentimentalisme i una estranya inmersa i poc interessant penediment masclista-geriàtric pel temps perdut."

### Mitjans domèstics
Youth es va publicar en DVD i Blu-ray als Estats Units l'1 de març de 2016.

### Banda sonora
La banda sonora de Youth va ser publicada per Milan Records el desembre de 2015. Entre diverses cançons, la banda sonora també inclou la pista d'obertura de la pel·lícula "You Got The Love" interpretada per The Retrosettes, "Simple Song #3" composta per David Lang, així com "Just (After Song of Songs)", també composta per David Lang.

## Reconeixements
| Premi                                                      | Categoria                                   | Receptor                                         | Resultat  | Ref(s) |
| ---------------------------------------------------------- | ------------------------------------------- | ------------------------------------------------ | --------- | ------ |
| Premis Oscar de 2015                                       | Millor cançó original                       | David Lang                                       | Nominat   | [ 26 ] |
| 2015 Alliance of Women Film Journalists Awards             | Millor banda sonora                         | David Lang                                       | Nominat   |        |
| 68è Festival Internacional de Cinema de Canes              | Palma d'Or                                  | Paolo Sorrentino                                 | Nominat   | [ 27 ] |
| 2015 Costume Designers Guild Awards                        | Excel·lència en el cinema contemporani      | Carlo Poggioli                                   | Nominat   |        |
| 41a cerimònia dels Premis César                            | Millor pel·lícula estrangera                | Paolo Sorrentino                                 | Nominat   | [ 28 ] |
| 21ns Premis de la Crítica Cinematogràfica                  | Premi a la millor cançó                     | David Lang                                       | Nominat   | [ 29 ] |
| Premis de la Societat de Crítics de Cinema de Detroit 2015 | Millor pel·lícula                           | Paolo Sorrentino                                 | Nominat   | [ 30 ] |
| Premis de la Societat de Crítics de Cinema de Detroit 2015 | Millor director                             | Paolo Sorrentino                                 | Nominat   | [ 30 ] |
| Premis de la Societat de Crítics de Cinema de Detroit 2015 | Millor actor                                | Michael Caine                                    | Guanyador | [ 30 ] |
| 28ns Premis del Cinema Europeu                             | Millor Pel·lícula                           | Paolo Sorrentino                                 | Guanyador | [ 31 ] |
| 28ns Premis del Cinema Europeu                             | Millor Director                             | Paolo Sorrentino                                 | Guanyador | [ 31 ] |
| 28ns Premis del Cinema Europeu                             | Millor Guionista                            | Paolo Sorrentino                                 | Nominat   | [ 31 ] |
| 28ns Premis del Cinema Europeu                             | Millor actor                                | Michael Caine                                    | Guanyador | [ 31 ] |
| 28ns Premis del Cinema Europeu                             | Millor Actriu                               | Rachel Weisz                                     | Nominat   | [ 31 ] |
| Premis del Cercle de Crítics de Cinema de Florida 2015     | Millor fotografia                           | Luca Bigazzi                                     | Nominat   |        |
| Globus d'Or del 2016                                       | Millor cançó original                       | David Lang                                       | Nominat   | [ 32 ] |
| Globus d'Or del 2016                                       | Millor actriu secundària - pel·lícula       | Jane Fonda                                       | Nominat   | [ 32 ] |
| Festival Internacional de Cinema de Hawaii 2015            | Premi EuroCinema Hawai'i                    | Paolo Sorrentino                                 | Nominat   |        |
| 2015 Hollywood Film Awards                                 | Millor actriu secundària                    | Jane Fonda                                       | Guanyador | [ 33 ] |
| Premis de la Societat de Crítics de Cinema de Houston 2015 | Millor cançó original                       | David Lang                                       | Nominat   |        |
| 50è Festival Internacional de Cinema de Karlovy Vary       | Premi del Públic                            | Paolo Sorrentino                                 | Guanyador | [ 34 ] |
| Premis del Cercle de Crítics de Cinema de Londres 2015     | Millor actor britànic                       | Michael Caine                                    | Nominat   | [ 35 ] |
| Premis del Sindicat de Maquilladors i Perruquers 2015      | Millor maquillatge contemporani: pel·lícula | Maurizio Silvi, Matteo Silvi                     | Nominat   |        |
| Nastri d'argento 2015                                      | Millor director                             | Paolo Sorrentino                                 | Guanyador |        |
| Nastri d'argento 2015                                      | Millor productor                            | Nicola Giuliano, Francesca Cima, Carlotta Calori | Nominat   |        |
| Nastri d'argento 2015                                      | Millor guió                                 | Paolo Sorrentino                                 | Nominat   |        |
| Nastri d'argento 2015                                      | Millor fotografia                           | Luca Bigazzi                                     | Guanyador |        |
| Nastri d'argento 2015                                      | Millor muntatge                             | Cristiano Travaglioli                            | Guanyador |        |
| Nastri d'argento 2015                                      | Millor escenografia                         | Ludovica Ferrario                                | Nominat   |        |
| Nastri d'argento 2015                                      | Millor vestuari                             | Carlo Poggioli                                   | Nominat   |        |
| Nastri d'argento 2015                                      | Millor director de càsting                  | Anna Maria Sambucco                              | Nominat   |        |
| Festival de Cinema d'Ostende de 2015                       | Premi Look                                  | Paolo Sorrentino                                 | Nominat   | [ 36 ] |
| 20ns Premis Satellite                                      | Millor actriu secundària                    | Jane Fonda                                       | Nominat   | [ 37 ] |